# Pollimyrus guttatus
Pollimyrus guttatus es una especie de pez elefante eléctrico perteneciente al género Pollimyrus en la familia Mormyridae presente en varias cuencas hidrográficas de África, entre ellas los ríos Ubangui y Chari en la zona de Batangafo. Es nativa de la República Centroafricana y Camerún; y puede alcanzar un tamaño aproximado de 5,1 cm.

## Estado de conservación
Respecto al estado de conservación, se puede indicar que de acuerdo a la IUCN, esta especie puede catalogarse en la categoría «Datos insuficientes (DD)».